# Psicoterapia existencial
La terapia existencial es un enfoque terapéutico más filosófico que médico, que fundamenta su perspectiva en las filosofías fenomenológico-existenciales. Aunque algunos autores la enmarcan dentro de las escuelas humanistas, muchos de sus propulsores consideran que en realidad se trata de un enfoque diferente a estas, con una epistemología y una ontología dìstinta, por lo que no debe considerársele dentro de un mismo conjunto.
Algunos de los filósofos que han servido de base para su sustento teórico incluyen:  Nietzsche, Kierkegaard, Husserl, Heidegger, Sartre, Merleau-Ponty, Martin Buber, etc.
Irving Yalom, psiquiatra estadounidense la define como: (…) un enfoque terapéutico dinámico que se centra en problemáticas que tienen sus raíces en la existencia.
Este modelo contempla al ser humano como en constante desarrollo y evolución, lo que implica un movimiento y procesos constantes. La persona se encuentra en constante relación con su medio, ya que es vista como ser-en-el-mundo (Dasein), lo que implica que su existencia se vea constantemente enfrentada a circunstancias que le exigen respuesta.

## Visión de la terapia existencial
Es un enfoque filosófico porque considera los problemas y dificultades de las personas como asuntos que emergen ante las dificultades encontradas por el hecho de vivir, es decir como crisis, dilemas o paradojas cotidianas, más que como indicadores de salud o enfermedad. El objetivo de la terapia existencial es clarificar y aumentar la comprensión de la existencia a los ojos de la persona misma que la vive.
Los dilemas que las personas enfrentan se enfocan desde la perspectiva de analizar cómo a través de ellos se enfrentan a la finitud, o la muerte, a la libertad (entendida como elección y su consiguiente renuncia), a la incertidumbre y el riesgo, a la soledad, o a la necesidad de atribuirle un sentido a la vida. Todas estas experiencias suelen generar angustia, la cual es vista como un importante vehículo de búsqueda de desarrollo y crecimiento, por lo que el terapeuta existencial, en vez de intentar ayudar a su paciente a no vivir más angustia, le ayudará a encontrar formas de utilizarla en su beneficio. (Yalom, 1980)
Es por lo tanto, un enfoque poco dogmático que en vez de promover una "adecuada" o "correcta" forma de vivir, proporciona un marco para reflexionar y hacernos preguntas que incrementen nuestra perspectiva.
Otro aspecto de la Terapia Existencial actual es que, al concebir a la persona como siempre en relación, ya sea con el mundo físico o corporal, o el mundo social e interpersonal, o el mundo personal, íntimo y psicológico, o inclusive con las dimensiones espirituales del mundo, se constituye como un enfoque posmoderno, que acentúa el estudio de la construcción  que hacemos cotidianamente de lo que llamamos realidad. Esto se expresa principalmente en el énfasis que hace al estudio y trabajo constante con la relación terapéutica. Las vicisitudes de cada encuentro terapéutico son tratadas con especial atención, observando aquellos aspectos que obstruyan las posibilidades de generar un encuentro auténtico entre cliente y terapeuta o, en el caso de la terapia de grupo, entre todos los participantes.

## Principales exponentes
Algunos de los principales autores de este enfoque se encuentran: Irvin Yalom, Rollo May, Viktor Frankl fundador de análisis existencial Logoterapia sobreviente de los campos de concentración Nazis , Alfried Längle, James Bugental, Hans Conh, Emmy van Deurzen, Ernesto Spinelli, etc. Entre los principales representantes en América Latina están: Pablo Rispo (Argentina), Susana Signorelli (Argentina),Marta Guberman  (Argentina)  José Martínez-Romero Gandos (Argentina) Emilio Romero (Brasil), Ana María Lopez-Calvo(Brasil), Miguel Jarquín (México) psicoterapeuta con una amplia obra académica sobre la psicologia existencial, Yaqui Andrés Martínez-Robles (México) reconocido psicoterapeuta pionero de la psicoterapia existencia en México autor de libros al respecto , Antonio Trejos Camacho (Costa Rica) humanista, psicólogo, filósofo, premio Fractal del Cambio México ortogado por el ( ILEP -Mexico 2025), por su contribución a la ética en política y al trabajo intelectual y derechos humanos en comunidades vulnerables .